# Makilingia pruinosa
Makilingia pruinosa är en insektsart som beskrevs av Baker 1914. Makilingia pruinosa ingår i släktet Makilingia och familjen dvärgstritar. Inga underarter finns listade i Catalogue of Life.